# Talos (mythologisch wezen)
Talos (Oudgrieks: Τάλως, Talōs) was in de Griekse mythologie een reus van brons die op Kreta Europa beschermde en daarom drie keer per dag langs de kust om het eiland liep.
In het dialect van Kreta was talôs gelijkwaardig aan het Griekse helios (de zon). In het Lexicon van Hesychios van Alexandria staat letterlijk: "Talos is de zon."
Op de munt uit Phaestus (de illustratie rechts) heeft Talos vleugels, op Griekse vaasschilderingen en Etruskische bronzen spiegels niet.
Talos wordt door de Grieken beschreven als een geschenk van Hephaistos aan Minos, gemaakt met de hulp van de Cyclopen in de vorm van een stier, of als een cadeau van Zeus aan Europa. Ook wordt hij wel de zoon van Kres, de personificatie van Kreta, genoemd. In de Argonautica van Apollonius Rhodius gooit Talos rotsen naar langsvarende schepen.
Talos had één ader, lopend van zijn nek naar zijn enkel, die door slechts één bronzen spijker werd dichtgehouden. De Argo, die Jason en de Argonauten vervoerde, naderde Kreta na het Gulden vlies te hebben veroverd. Talos hield het schip op afstand door gigantische rotsblokken te gooien. Volgens Apollonius Rhodius is Talos verslagen door Medea, ofwel door de kruiden die ze hem gaf en die hem waanzinnig maakten, of doordat ze hem liet geloven dat hij onsterfelijk werd wanneer zij de spijker uit zijn ader verwijderde. Uiteindelijk maakte Talos zelf de spijker los waarna het godenbloed uit hem gutste 'als gesmolten lood' en hij stierf.